# 埃特勒
埃特勒（法語：Étreux，法語發音：[etʁø]）是法国上法蘭西大區埃纳省的一个市镇，属于韦尔万区。

## 地理
埃特勒（49°59'39"N, 3°39'25"E）面积10.36 平方千米，位于法国上法蘭西大區埃纳省，该省份为法国北部内陆省份，北起北部省，西接索姆省和瓦兹省，东临阿登省和马恩省，西南至塞纳-马恩省，东北部与比利时接壤。
与埃特勒接壤的市镇（或旧市镇、城区）包括：布埃、拉讷维尔莱多朗、瓦西、韦内罗勒、瓦西尼。

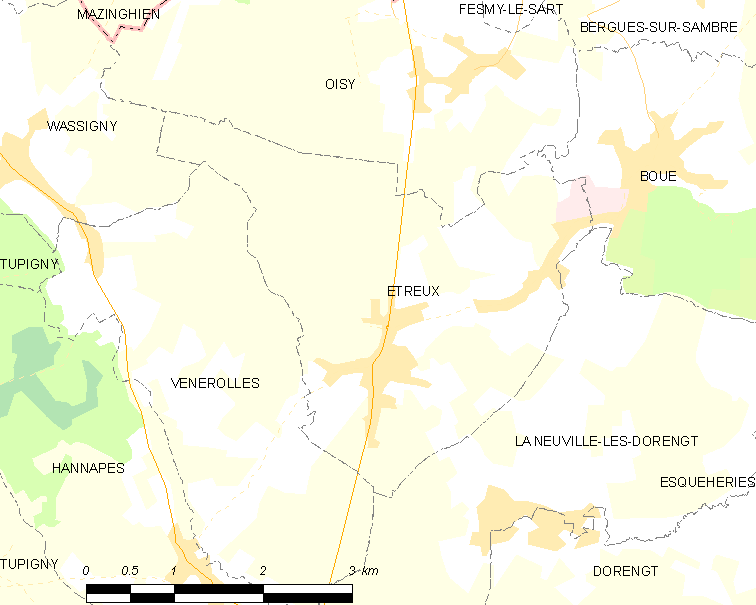
埃特勒的OSM定位图

埃特勒的时区为UTC+01:00、UTC+02:00（夏令时）。

## 行政
埃特勒的邮政编码为02510，INSEE市镇编码为02298。

## 政治
埃特勒所属的省级选区为吉斯县。

## 人口

1962-2008年间埃特勒人口变化图示

埃特勒于2022年1月1日时的人口数量为1455人。